# Укротяване на опърничавата (филм, 1967)
Вижте пояснителната страница за други значения на Укротяване на опърничавата.
„Укротяване на опърничавата“ (на английски: The Taming of the Shrew; на италиански: La Bisbetica domata) е американо-италианска филмова адаптация от 1967 г. на режисьора Франко Дзефирели по едноименната комедия на Уилям Шекспир (1564 – 1616). Жанрът е романтична комедия. Сценаристи са Пол Ден, Сусо Чеки Д'Амико и Франко Дзефирели. Елизабет Тейлър и Ричард Бъртън играят двете главни роли – на опърничавата Катерина (Кет) и Петручио, който я „укротява“, като се жени за нея.
„Укротяване на опърничавата“ е режисьорски дебют за Дзефирели в игралното кино. На 27 февруари 1967 г. филмът е представен на Кралската филмова премиера в Лондон. Официалната му премиера в САЩ е на 8 март 1967 г.
Филмът е продукция на „Кълъмбия Пикчърс“, Royal Films International и F.A.I. (Films Artistici Internazionali). Разпространява се от „Кълъмбия Пикчърс“.
Има две номинации за „Оскар“ и две номинации за „Златен глобус“.

## В ролите
| Изпълнител               | Персонаж                                                                                                  |                          |
| Домът на Баптиста Минола | Домът на Баптиста Минола                                                                                  | Домът на Баптиста Минола |
| ------------------------ | --- | ------------------------ |
| Елизабет Тейлър          | Катерина Минола, опърничавата, голямата дъщеря на Баптиста Минола и сестра на Бианка, съпруга на Петручио |                          |
| Наташа Пайн              | Бианка Минола, малката дъщеря на Баптиста Минола и сестра на Катерина                                     |                          |
| Майкъл Хордърн           | Синьор Баптиста Минола, баща на Катерина и Бианка, заможен падуански гражданин                            |                          |
| Женихите                 | |                          |
| Ричард Бъртън            | Петручио, жених на Катерина, млад веронец                                                                 |                          |
| Майкъл Йорк              | Лученцио, кандидат-жених за Бианка, млад пизанец                                                          |                          |
| Алън Уеб                 | Гремио, кандидат-жених за Бианка, стар падуански гражданин                                                |                          |
| Виктор Спинети           | Хортензио, кандидат-жених за Бианка, млад падуански гражданин                                             |                          |
| Други                    | |                          |
| Сирил Кюзак              | Грумио, слуга на Петручио                                                                                 |                          |
| Алфред Линч              | Транио, слуга на Лученцио                                                                                 |                          |
| Марк Дигнам              | Винченцио, баща на Лученцио, заможен пизански гражданин                                                   |                          |
| Рой Холдър               | Биондело, слуга на Лученцио                                                                               |                          |
| Биче Валори              | Вдовичката, съпруга на Хортензио                                                                          |                          |
| Върнън Добчеф            | Странстващ учител, представящ се за Винченцио                                                             |                          |

## Сюжет
Внимание:  Текстът по-долу разкрива сюжета на произведението (или части от него)!
Младият пизанец Лученцио пристига в Падуа със своя слуга Транио. Пратен е от баща си Винченцио, за да учи в тамошния университет. Лученцио няма търпение да се отдаде на науката, а Транио се притеснява да не би господарят му да задълбае дотолкова в учене, че да забрави за любовта и останалите удоволствия в живота. Празнична тълпа прекъсва разговора им, а Лученцио е запленен от млада девойка. Това е Бианка, дъщерята на заможния синьор Баптиста Минола. Лученцио се влюбва от пръв поглед в Бианка и заявява на Транио, че иска да се ожени за нея.
Кандидат-женихите на Бианка – младият Хортензио и възрастният Гремио стоят пред дома на Баптиста, а той се опитва да ги изгони. Оповестява, че няма да омъжи Бианка, докато не намери съпруг на по-голямата си дъщеря Катерина. Хортензио и Гремио коментират, че никой няма да вземе такава опърничава жена. Катерина крещи от прозореца и мята предмети по тях. Баптиста нарежда на Бианка да се прибере и повече да не излиза. Тя безропотно се съгласява. Лученцио и Транио наблюдават сцената отстрани и Лученцио оценява покорството на Бианка. Баптиста обявява, че ще наеме учители за Бианка. Лученцио се сеща, че в Падуа никой не го познава и може да се престори на учител и да ухажва тайно Бианка, докато Транио се представя за него.
Хортензио и Гремио сключват моментно примирие, за да намерят мъж на Катерина. В Падуа пристигат веронецът Петручио и слугата му Грумио. Петручио е стар познайник на Хортензио. Признава му, че пътува с цел да се ожени и забогатее. Отсяда у Хортензио, който веднага му разказва за Баптиста и дъщеря му Катерина. Предупреждава го, че е много опърничава, но за Петручио това е без значение, щом е богата. Хортензио ще го уреди с Катерина, а в замяна Петручио ще представи Хортензио за учителя по музика Личио пред Баптиста и Бианка.
Петручио, Грумио и Хортензио отиват в дома на Баптиста. Срещат Гремио, който води със себе си учителя по латински Камбио (преоблечения Лученцио). Там е и фалшивият Лученцио (Транио в дрехите на господаря си). Всички слушат кавгата между Катерина и Бианка. Баптиста ги разтървава, а гостите влизат в дома му и се представят. Фалшивият Лученцио казва, че е кандидат-жених на Бианка, а Петручио – на Катерина. Петручио пита за зестрата и след като научава, че е богата, още повече иска Катерина за жена. Баптиста споделя притесненията си, че Петручио няма да може да се разбере с Катерина. Петручио казва, че той също като нея е упорит и ще я укроти.
Камбио провежда урока по латински с Бианка в градината. Личио се задава с ужас от стаята на Катерина. Отива в градината, където с Камбио се скарват за урока на Бианка, а тя показва предпочитанията си към Камбио. Петручио събира смелост и отива при Катерина. Говори ѝ мило и я нарича Кет, а тя продължава да крещи и да хвърля предмети. Успява да избяга от него. Баптиста разговаря с кандидат-женихите на Бианка. Фалшивият Лученцио описва богатствата на баща си.
Петручио намира скритата Кет. Продължават упоритата кавга. Тя го обижда и удря, а той се преструва, че всичко, което тя прави за него, е мило и нежно. Прави ѝ безумни комплименти и заявява, че ще се ожени за нея, независимо дали тя го иска. Кет няколко пъти успява да избяга, но Петручио я хваща. По едно време Кет вече се е изморила да се съпротивлява и Петручио я води при Баптиста. Обявява предстоящата в неделя сватба. За момент Кет отново става опърничава. Петручио я заключва и убеждава другите, че това е само за пред тях. Заминава за Венеция, за да се приготви за сватбата. Кет мълчи. Приема сватбата. Кандидат-женихите веднага поставят въпроса за Бианка. Баптиста казва, че ще я даде на фалшивия Лученцио, защото е победил в наддаването за нея. Преди това обаче баща му Винченцио трябва да дойде, за да подпишат брачната спогодба.
Денят на сватбата идва. Баптиста води Катерина от дома им към църквата. Всички чакат Петручио. Слугата Биондело обявява идването му. Петручио се задава на стар кон, облечен в стари дрехи и шапка. Тълпата му се смее. Въпреки настояването на Баптиста да смени дрехите си, Петручио отказва. Сватбеният ритуал започва, а Петручио се излага по всевъзможни начини – пие виното за причастието, удря свещеника, преструва се на задавил се и на заспал, споменава дявола. Петручио приема Кет за жена и я целува, преди тя да извика, че не го иска. Гостите въздишат с облекчение и отиват на сватбения пир. Петручио получава от Баптиста зестрата си, след което обявява, че с Кет трябва да си тръгват. Отхвърля молбите на гостите (включително и на Кет) да останат още малко. Тогава Кет отказва да тръгне с него. Петручио обаче я взима и я мята на коня, преструвайки се, че я защитава от крадци. Потеглят заедно с Грумио в бурята.
Пристигат в извънградския дом на Петручио. Кет е изморена, премръзнала и гладна. Петручио заповядва на слугите си бързо да приготвят вечеря. Щом вечерята е готова, обаче Петручио не дава на Кет да яде под претекст, че пилето е изгоряло. Преструва се, че иска за нея нищо по-малко от съвършенство. Кара се на слугите, а Кет му казва да не се гневи. Петручио разрушава трапезата, а после и брачното ложе, след като Кет го отблъсква като съпруг. На сутринта Кет помага на слугите да оправят неразборията. С Петручио обаче не иска да разговаря.
Бианка вече знае, че Камбио е истинският Лученцио, и двамата се наслаждават на любовта си в двора на Баптиста. Слугата Биондело се е покатерил на дървото и наблюдава зад стената Транио (фалшивия Лученцио). Транио настига странстващ учител от Мантуа и го заговаря. Измисля лъжата, че мантуанци са заплашени от смъртна присъда, и предлага на учителя спасение. Той трябва да се представи за Винченцио, бащата на Лученцио. Отиват в дома на Баптиста и подписват брачната спогодба. Церемонията ще се състои идната неделя.
Петручио известява Кет за сватбата на Бианка. Води я при шивача и шапкаря. Кет много харесва роклята и шапката си, но Петручио отново твърди, че не са достатъчно добри за нея, и ги къса. Петручио буди Кет посреднощ, за да тръгнат за сватбата. Когато Кет казва, че е още твърде рано, Петручио настоява, че часът е седем, и ако не тръгнат сега, няма да отидат изобщо на сватбата. Кет се съгласява с него.
Катерина, Петручио и Грумио яздят през полето към Падуа. Петручио отново кара Кет да се съгласи с безумните неща, които той твърди – че слънцето е луната, а задалият се старец е млада и красива девойка – а после да се отрече от думите си. Старецът се оказва Винченцио, бащата на Лученцио, и продължава заедно с Катерина, Петручио и Грумио към Падуа.
Биондело посреща Лученцио и Бианка пред църквата. Свещеникът тъкмо е венчал Хортензио с една вдовица, а сега е техен ред.
Винченцио стига дома на Лученцио в Падуа. Странстващият учител, който се представя за него, го обвинява, че е измамник. Истинският Винченцио разпознава Биондело и Транио (фалшивия Лученцио), но те отричат да го познават. Винченцио обвинява Транио, че е убил Лученцио и си е присвоил самоличността и богатството му. Транио нарежда на стражите да го заловят, но в този момент идват Бианка и истинският Лученцио, вече съпруг и съпруга. Двамата падат на колене и измолват прошка от бащите си.
Катерина и Петручио идват на сватбата, следвани от Грумио. Преди да влязат, Петручио настоява за една целувка. Кет отказва, но Петручио я принуждава да го целуне, защото без целувка няма да влязат. На пиршеството Баптиста поздравява Кет и Петручио и говори за богатите дарове, които Падуа дава. Петручио казва, че и неговият дар се е оказал добър. До Петручио и Кет седят Хортензио и вдовичката. Петручио коментира, че Хортензио изглежда уплашен от съпругата си, а тя твърди, че той говори така, изхождайки от Кет. Катерина не желая да спори и с разрешението на мъжете се оттегля, извиквайки Бианка и вдовичката с нея. Лученцио и Хортензио са убедени, че Кет е най-опърничава от трите. Петручио не е съгласен и предлага да се обзаложат. Всеки ще извика съпругата си и този, чиято съпруга първа дойде, ще спечели 4000 дуката. Лученцио нарежда на Биондело да извика Бианка, но тя не идва. Хортензио също му нарежда да извика вдовичката, но и тя не идва. Грумио по заповед на Петручио извиква Кет и тя веднага се появява, водейки Бианка и вдовичката със себе си. Кет изнася дълга реч за това колко покорна трябва да бъде една съпруга пред съпруга си, който ѝ е господар. Съветва Бианка и вдовичката да се подчиняват на съпрузите си и самата тя коленичи пред своя Петручио и му подава ръка. Всички ръкопляскат, а Петручио и Кет се целуват. Петручио обявява, че той е спечелил облога и отива да си легне. Когато обаче се обръща, Катерина вече си е тръгнала. Петручио тръгва след нея.

## Как Дзефирели адаптира Шекспир?
Франко Дзефирели има голям принос за пресъздаването на Уилям Шекспир на екрана. „Укротяване на опърничавата“ е първият му филм по пиеса на Шекспир, а след него следват „Ромео и Жулиета“ (1968 г.), „Отело“ (1986 г.) и „Хамлет“ (1990 г.)

### Разлики между пиесата и филма
- В адаптацията си на „Укротяване на опърничавата“ Франко Дзефирели не включва оригиналния увод от пиесата на Уилям Шекспир, в който става ясно, че има пиеса в пиесата, изиграна от пътуващи актьори пред пияния Слай. Първото действие започва с пристигането на Лученцио и Транио на площада в Падуа и наблюдаването на кавгата пред дома на Баптиста, докато във въведението на филма Лученцио и Транио идват в Падуа и попадат на улично празненство, на което Лученцио зърва Бианка.

- В пиесата Катерина присъства на свадата пред дома на Баптиста, а във филма наблюдава през прозореца.

- Във второ действие, първа сцена на пиесата между Катерина и Петручио има словесен двубой. Във филма вече двубоят не е само словесен. Има физическа борба и движение из цялото пространство на дома на Баптиста. Филмовият епизод е по-разгърнат и въздействащ.

- В пиесата има отделна сцена (трето действие, първа сцена), в която Камбио и Личио се надпреварват за вниманието на Бианка. Тогава тя още по-ясно демонстрира предпочитанията си – ще чуе урока по музика, след като Личио настрои добре лютнята си, а тя е приключила с латинския. Още в тази сцена Камбио ѝ казва кой е в действителност. Във филма не става ясно кога точно Бианка е разбрала истинската му самоличност.

- В пиесата Лученцио и Транио не присъстват на венчавката на Катерина и Петручио. Гремио им разказва за случилото се в църквата.

- В четвърто действие, първа сцена на пиесата Грумио е изтичал преди господаря си Петручио, за да нареди на слугите да подготвят всичко за пристигането в дома му. Грумио разговаря със слугата Къртис и разказва за перипетиите им по пътя – за това как Кет е паднала в локва, а Петручио я е оставил сама да се оправя. Във филма виждаме падането на Кет.

- В четвърто действие, втора сцена на пиесата Хортензио вижда Бианка с Камбио и решава да се откаже от нея. Във филма тази сцена е изпусната.

- В пиесата има четвърто действие, четвърта сцена, където Транио подготвя странстващия учител, за да се представи за негов баща. Във филма няма такава сцена.

- В четвърто действие, трета и пета сцена на пиесата Хортензио е на гости в извънградския дом на Петручио, а после придружава Кет, Петручио и Грумио към Падуа. Във филма като че ли Хортензио стои през цялото време в Падуа.

- В пето действие, първа сцена на пиесата на разправията пред дома на Лученцио в Падуа между истинския и фалшивия Винченцио присъстват и Катерина и Петручио. Във филма те се появяват чак на сватбата.

- Във финалния епизод на филма Катерина извиква дамите да излязат с нея, а в пиесата това прави Бианка.

- В пиесата Катерина най-напред идва сама, когато Петручио я извиква. Бианка и вдовичката ги довежда, след като Петручио ѝ заповядва това. Във филма Катерина направо влиза с Бианка и вдовичката.

- В края на пиесата Катерина и Петручио излизат заедно, докато във филма Катерина излиза сама, а след нея Петручио.

## Място на снимките и на действието
Действието се развива в края на 16 век в Падуа и в извънградския дом на Петручио. Сцените са заснети в Киностудиото на Дино Де Лаурентис в Рим.

## Приходи
Бюджетът на филма е 4 000 000 долара. Получава 8 000 000 долара приходи в Северна Америка. 3 540 000 долара са от наеми на видеокасети. Филмът става 25-и в класацията за най-печеливши филми от 1967 г. Общо 12 000 000 долара са приходите в световен мащаб.

## Награди и номинации

### Оскари1968
- Най-добър дизайн на костюми (Данило Донати и Ирене Шараф) – номиниран [4]
- Най-добра художествена режисура (дизайн продукция) (Лоренцо Монджиардино, Джон Декуир, Елвен Уеб, Джузепе Мариани, Дарио Симони и Луиджи Жервази) – номиниран

### Златен глобус1968
- Най-добър филм в жанра комедия или мюзикъл – номиниран
- Най-добър актьор в мюзикъл или комедия (Ричард Бъртън) – номиниран

### BAFTA1968[5]
- Най-добър британски актьор (Ричард Бъртън)– номиниран
- Най-добра британска актриса (Елизабет Тейлър) – номиниран

### Други награди
Печели наградата „Давид на Донатело“ на Италианската филмова академия 1967
- Най-добър чуждестранен актьор (Ричард Бъртън) – награден, заедно с Питър О‘Тул за ролята му в „Нощта на генералите“
- Най-добра чуждестранна актриса (Елизабет Тейлър) – награден, заедно с Джули Кристи за изпълнението ѝ в „Доктор Живаго“
- Най-добър продуцент (Films Artistici Internazionali – награден, заедно с Марио Чеки Гори за филма му „Тигърът и котенцето“

От Асоциацията на холивудската чуждестранна преса филмът получава две номинации:
- Най-добър филм – мюзикъл или комедия
- Най-добро актьорско изпълнение в мюзикъл или комедия (Ричард Бъртън)

Награди „Сребърна лента“ на Националния синдикат на италианските филмови журналисти 1968:
- Най-добър дизайн на костюми (Данило Донати) – награден
- Най-добра сценография Джузепе Мариани) – номиниран

Националният борд за ревюта в САЩ номинира филма като един от 10-те най-добри филма на 1967 г.
Операторът Осуалд Морис печели наградата на Британското общество на операторите за най-добро операторство.

## Критическа оценка
Филмът получава положителни отзиви от съвременните критици. Според сайта за филмови ревюта и оценки Rotten Tomatoes 86% от отзивите на професионалните критици са положителни. Това е въз основа на 21 филмови ревюта със средна оценка 7.5 от 10. Според Rotten Tomatoes филмът получава и 74% положителни отзиви на базата на 7863 зрителски мнения.

### Критически отзиви
„Пуристите несъмнено ще бъдат разстроени от този филм, но неприличният хумор е привлекателен, фотографиите и музиката са просто страхотни, а най-известните съпрузи в света по онова време сякаш наистина са на бал“.
Рейтинг: 3.5/4 | TV Guide
„Още по-принизен Шекспир от Франко Дзефирели“.
Дейв Кер, Chicago Reader
„Прекрасна версия на Дзефирели с Тейлър и Бъртън в добра форма“.
Рейтинг: 5/5 | Стив Кръм, Dispatch-Tribune Newspapers
„Не непременно най-доброто, но въпреки това коварно привлекателно“.
Рейтинг: 4/5 | Грегъри Уейнкауф, ÜberCiné
„Необуздана забава“.
Рейтинг: 4/5 | Нел Миноу, Movie Mom
„Духовит Шекспир, не прекалено фалшифициран, не прекалено скъпоценен и лукаво насочен към аудитория, която може да е чела за подобен брак на страниците с клюки от шоубизнеса“.
Film4
„...нарежда се сред най-добрите филмови адаптации на Шекспир правени някога“.
Рейтинг: 9/10 | Джон Дж. Пучио, Movie Metropolis
“Въпреки крещящата липса на политическа коректност има доста забавни моменти в този филм, които ни измамват“.
Рейтинг: 7.6/10 | Дан Жардин, Apollo Guide

## Продукция

### Кастинг
Първоначално Франко Дзефирели иска италианските звезди София Лорен и Марчело Мастрояни да изиграят главните роли на Катерина и Петручио, но после се спира на Елизабет Тейлър и Ричард Бъртън, които са двойка в реалния живот по онова време. Това е петият от единадесетте филма, в които Тейлър и Бъртън участват заедно. Те съпродуцират филма, инвестирайки над 1 000 000 долара от собствените си пари и отказвайки заплати на стойност повече от 2 000 000 долара. Вместо това обаче Тейлър и Бъртън взимат процент от приходите на филма. В адаптацията на Сам Тейлър на „Укротяване на опърничавата“ (1929 г.) участват Мери Пикфорд и Дъглас Феърбанкс, които също са женени по онова време.
Актьорите Ян Огилви и Майкъл Йорк се срещат на един от кастингите в Рим и се съревновават за ролята на Лученцио. Франко Дзефирели избира Майкъл Йорк.

### Снимачен процес
Преди да изпълни ролята на Катерина, Елизабет Тейлър никога не е играла в пиеса на Шекспир, за разлика от повечето от останалите актьори във филма и за разлика от партньора си Ричард Бъртън. Бъртън се е утвърдил като Шекспиров актьор. Още през 1944 г. като студент в колежа в Ексетър изиграва Анджело в „Мяра за мяра“. След това се превъплъщава в още прочути герои на Шекспир: в Ромео и Хамлет от едноименните пиеси, в Яго от „Отело“, в Едгар от „Крал Лир“, в Хотспър от „Хенри IV“. Критикът и драматург Кенет Тайнън дори го нарича „естествения наследник на Лорънс Оливие“.
В началото на снимачния процес Елизабет Тейлър била много нервна и се чувствала не на място. Тя обаче бързо усвоила Шекспировия език и добила увереност. Дори попитала Дзефирели дали могат да заснемат сцените от първия снимачен ден, тъй като мислела, че не се е справила добре. Дзефирели я уверил, че се е представила перфектно, но тя продължила да настоява. Въпреки тежката скръб от новината за загубата на най-близкия си приятел, актьора Монтгомъри Клифт, Тейлър не се отказва и продължава да работи с професионализъм. В последния снимачен ден действително заснели отново целия първи ден. Впоследствие Дзефирели коментира, че Тейлър „направи по-интересно превъплъщение, защото започна от нулата“. За Бъртън режисьорът чувства, че до известна степен е „ограбен актьорски от познанията си за класиката“.
В мемоарите си Дзефирели казва, че заснемането на филма е най-забавното, което е правил през цялата си кариера. Той многократно си спомня колко хубаво е било да работи с известната двойка Тейлър – Бъртън.
Елизабет Тейлър изпълнява речта на Катерина без ирония. Дзефирели и Бъртън са искали речта да бъде изнесена с очевидна ирония (като намигването на Мери Пикфорд във филма от 1929 г.). Самата Тейлър обаче е смятала, че е по-добре да говори сериозно, а след това да подкопае тази сериозност, като напусне сватбения пир без Петручио. Според някои критици именно това поставя под съмнение нейното опитомяване. Критикът Харолд Блум казва: „Катерина съветва жените как да управляват, докато се преструват на покорни“. 
За изработването на роклята, с която Елизабет Тейлър е облечена по време на сватбеното пиршество и речта на Катерина, дизайнерите се вдъхновяват от картината на италианския художник Лоренцо Лото „Лукреция“.